# Paulo Emilio
Paulo Emilio (3 de enero de 1936 - 17 de mayo de 2016) fue un futbolista brasileño y entrenador.
Dirigió en equipos de Brasil como el Portuguesa, Fluminense, Vasco da Gama, Goiás, Botafogo, Santos Y Atlético Paranaense.

## Clubes

### Como entrenador
| Club                   | País           | Año         |
| ---------------------- | -------------- | ----------- |
| Portuguesa Desportos   | Brasil         | 1962        |
| Ypiranga               | Brasil         | 1963 - 1965 |
| Vitória                | Brasil         | 1965 - 1967 |
| Desportiva Ferroviária | Brasil         | 1967        |
| Desportiva Ferroviária | Brasil         | 1968        |
| America                | Brasil         | 1969 - 1971 |
| Nacional               | Brasil         | 1972        |
| Santa Cruz             | Brasil         | 1973        |
| Remo                   | Brasil         | 1974        |
| Bahia                  | Brasil         | 1974        |
| Fluminense             | Brasil         | 1975        |
| Santa Cruz             | Brasil         | 1975        |
| Vasco da Gama          | Brasil         | 1976        |
| Guarani                | Brasil         | 1977        |
| Sporting de Lisboa     | Portugal       | 1977 - 1978 |
| Goiás                  | Brasil         | 1978        |
| Fluminense             | Brasil         | 1978        |
| Paysandu               | Brasil         | 1979        |
| Santa Cruz             | Brasil         | 1980        |
| Botafogo               | Brasil         | 1980        |
| Goiás                  | Brasil         | 1981        |
| Náutico Capibaribe     | Brasil         | 1981        |
| Santos                 | Brasil         | 1982        |
| Fortaleza              | Brasil         | 1982 - 1988 |
| São José               | Brasil         | 1989        |
| Fluminense             | Brasil         | 1990        |
| Noroeste               | Brasil         | 1991        |
| Al-Hilal               | Arabia Saudita | 1991 - 1992 |
| Botafogo               | Brasil         | 1993        |
| Atlético Paranaense    | Brasil         | 1993        |
| Cerezo Osaka           | Japón          | 1994 - 1996 |